# A Daring Daylight Burglary
A Daring Daylight Burglary er en britisk stumfilm fra 1903 af Frank Mottershaw.